# 鍾離昧
鍾離昧（？—前201年），或作鍾離眛，秦朝末年項羽部將。鍾離昧的死有著兩種截然不同的記載，一種是被韓信逼迫而自殺，另一種是劉邦找到了鍾離昧將他殺死。

## 生平
鍾離昧在秦末參加了項梁與項羽的軍隊，楚漢戰爭時是楚軍的重要將領，與范增、龍且、周殷同为項羽信任的人。韓信和鍾離昧是好朋友，鍾離昧多次向項羽推薦韓信，但項羽仍未重用韓信。鍾離昧在固陵之戰作為項羽的殿军被漢軍擊敗。
項羽死後，鍾離昧投靠韓信。劉邦稱帝後，封韓信為楚王，劉邦得知鍾離昧逃到楚國後，要求韓信追捕，韓信則派兵保護鍾離昧的安全。高祖七年（前201年）消滅異姓王風潮開始，有人告發楚王謀反，劉邦会诸侯于陈，有意捉拿韓信。韓信發兵抵抗，自陳無罪，但又怕事情鬧大。有謀士跟韓信獻策說殺鍾離昧“以謁上，上必喜，無患。”韩信与钟离昧商量对策，鍾離昧告訴韓信說，皇帝之所以不敢攻打您是因為我們在一起，“如公若欲捕我自媚汉，吾今死，公随手亡矣。”韓信不聽，鍾離昧大罵“公非長者”，遂自刎而死。韓信帶著钟离昧的人頭於陈县（今河南淮陽）向劉邦說明原委，劉邦令人將其擒拿，後來劉邦赦免韓信，降其為淮陰侯。

## 子孫
根據《新唐書》表15上宰相世系5上的記載，鍾離昧有二子，長子鍾離發，二子鍾離接，居潁川長社。後來鍾離接改為鍾姓，名鍾接。
東漢的鍾離意、東吳的鍾離牧因為出身是會稽郡山陰，很有可能是鍾離昧的子孫。
而根據鍾氏系譜的記載，東漢的鍾皓、鍾迪，三國曹魏的鍾繇、鍾會，都是潁川長社出身，應該是其後代。
唐高祖時候的武狀元鍾馗亦是鍾離昧的子孫。

## 影視形象
- 台灣電視劇歌仔戲《台視楊麗花歌仔戲-韓信》（1985年）：由陳亞蘭飾演鍾離昧。
- 電影《西楚霸王》（1994年）：由徐錦江飾演鍾離昧。
- 中國大陸電視劇《漢劉邦》（1998年）：由盧勇飾演鍾離昧。
- 香港電視劇《楚汉骄雄》（2004年）：由麥嘉倫飾演鍾離昧。
- 中國大陸電視劇《楚汉風雲》（2005年）：由胡龍吟飾演鍾離昧。
- 中國大陸電視劇《神話》（2010年）：由張春仲飾演鍾離昧。
- 中國大陸電視劇《大風歌》（2010年）：由大力飾演鍾離昧。
- 中國大陸電視劇《楚汉爭雄》（2011年）：由應昊茗飾演鍾離昧。
- 中國大陸電視劇《楚汉傳奇》（2012年）：由葉鵬飾演鍾離昧。